# Physornis fortis
Physornis fortis (Ameghino, 1894) è l'unica specie del genere monospecifico estinto di grandi uccelli predatori non volatori Physornis (Ameghino, 1894). I fossili di P. fortis risalgono al Medio - Tardo Oligocene della Provincia di Santa Cruz, Argentina.